# NCSA HTTPd
Az NCSA HTTPd egy webszerver volt, melyet eredetileg az NCSA-nál fejlesztett ki Robert McCool és társai. 
Ez volt a legkorábbi webszerverek egyike, közvetlen Tim Berners-Lee CERN httpd szervere, valamint Tony Sanders Plexus szerverének megjelenése után. Mindez természetes társ projektje volt a World Wide Web kliens oldalán megjelenő Mosaic böngésző projektnek. Bevezette továbbá Common Gateway Interface-t is, ami lehetővé tette a dinamikus website-ok létrehozását.
Ahogy a fejlesztés lassulni kezdett, egy független kezdeményezés, az Apache projekt vette át az alapkódot és folytatta; mialatt az NCSA kiadott még egy verziót (1.5-t), majd beszüntette a fejlesztést. Abban az időben a NCSA HTTPd adta az interneten lévő összes webszerver mintegy 95%-át; majd később a legtöbben átváltottak az Apache webszerverre.
Azóta az újraírási munkálatok részeként az NCSA kódot már eltávolították az Apache-ból. 2011 májusára az internetes web oldalak több, mint 60%-át Apache hajtotta.

## Lásd még
- Webszerverek összehasonlítása
- National Center for Supercomputing Applications

## Fordítás
Ez a szócikk részben vagy egészben  a   NCSA HTTPd című angol Wikipédia-szócikk ezen változatának fordításán alapul.  Az eredeti cikk szerkesztőit annak laptörténete sorolja fel. Ez a jelzés csupán a megfogalmazás eredetét és a szerzői jogokat jelzi, nem szolgál a cikkben szereplő információk forrásmegjelöléseként.